# Dimitrij von Brunnow
Dimitrij von Brunnow, auch Dmitri Karlowitsch Brunnow (russisch Дмитрий Карлович Бруннов, * um 1753; † nach 1803) war ein russischer Generalmajor.

## Leben
Brunnow war Angehöriger des pommerisch-kurländischen Adelsgeschlechts von Brünnow. Sein Vater Carl von Brünnow soll aus der Kaiserlichen Adelsnation bzw. dem Herzogtum Mecklenburg-Schwerin nach Russland gekommen sein und wurde dort Premierleutnant des Smolensker Garnisonsbataillons der Grenzwache.
Dimitrij von Brunnow trat 1767 in die Armee ein und war 1795 Premier-Major des 6. Feldbataillons in Orenburg. Seine Beförderung zum Generalmajor erfolgte am 18. Dezember 1799. Er war Chef des Orlowskij Musketier-Regiments, das von 1799 bis 1800 seinen Namen trug. Am 26. November 1803 wurde er mit dem St. Georgs-Orden IV. Klasse ausgezeichnet (Nr. 1504).
Aus seiner Ehe mit Anna Jakowlewa gingen die Kinder Alexander, Maria und Michael hervor.